# Akasaka Intercity AIR
L'Akasaka Intercity AIR est un gratte-ciel de 205 mètres construit en 2017 à Tokyo au Japon. 